# 国立映画博物館

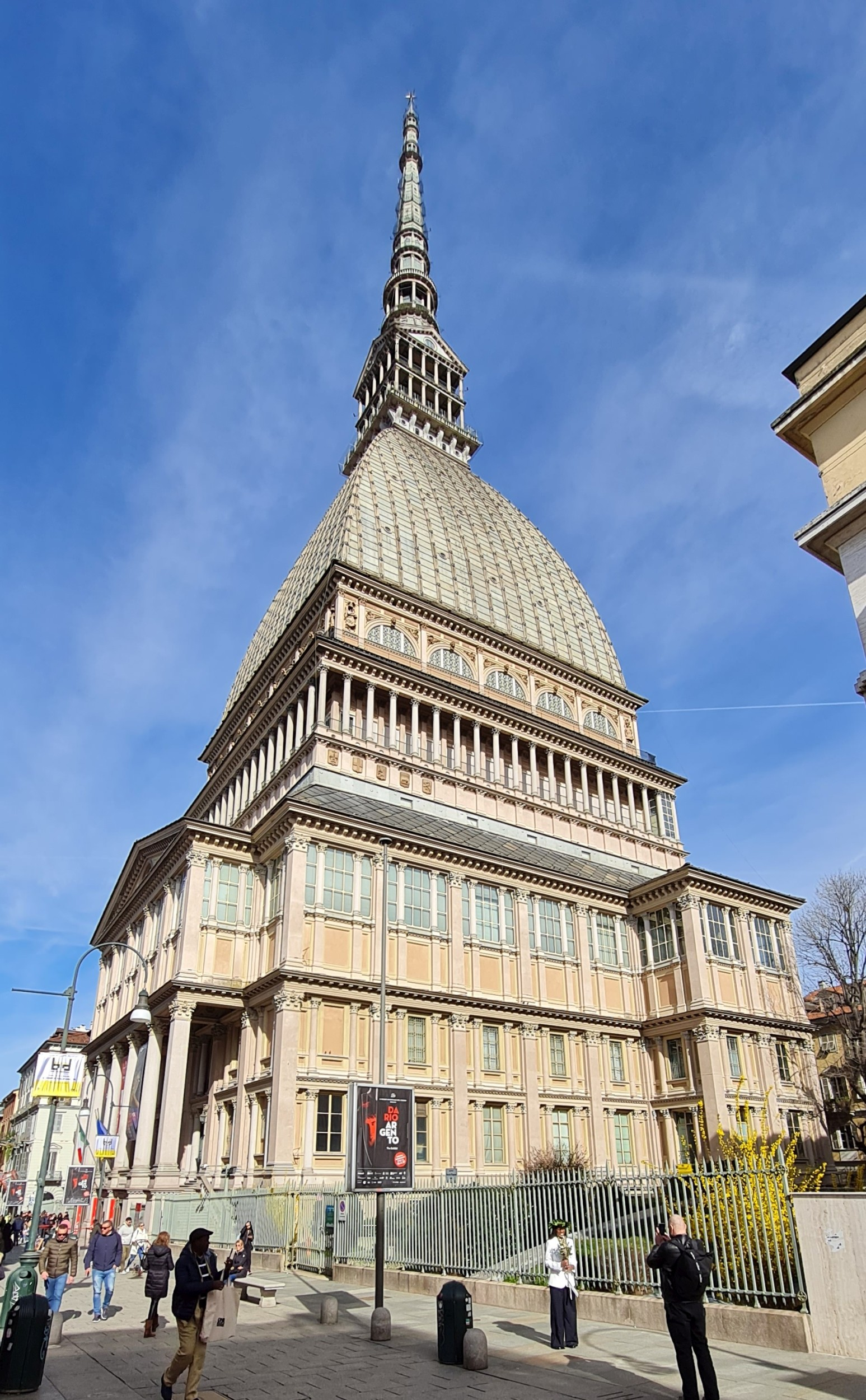
博物館の入った塔、モーレ・アントネリアーナ

国立映画博物館（こくりつえいがはくぶつかん、イタリア語: Museo nazionale del Cinema）は、イタリアのトリノにある映画博物館である。創立者の名を取ったマリア・アドリアーナ・プローロ財団によって運営されている。
1941年、歴史家マリア・アドリアーナ・プローロが映画関連資料の収集を開始、1958年にキアブレーゼ宮の中に博物館を開館する。老朽化のため1983年にいったん閉館となるが、市の中心部にあるモーレ・アントネリアーナと呼ばれる塔の中に2000年に再オープンした。映画発明以前の視覚装置を紹介するフロア、大スクリーンで映画を上映する吹き抜け空間、映画製作のしくみを資料によって解説するフロア、映画ポスターギャラリー、企画展スペースなどがある。近隣に映画館「チネマ・マッシモ」を所有して上映活動も行っているが、通常のシネマテークや映画アーカイブと異なり、当初から博物館として位置づけられ、上映活動が後に付け加えられたことが特徴的である。2008年には付属図書館（マリオ・グロモ記念映画図書館）も市内南西部に移転の上で再開館している。
2004年には同博物館を主要な舞台とした劇映画『トリノ、24時からの恋人たち』が製作されている。